# Paul Pogba
Paul Labile Pogba (født 15. marts 1993) er en fransk professionel fodboldspiller, som spiller for Ligue 1-klubben Monaco. Han har tidligere spillet for Frankrigs landshold, og var del af truppen som vandt verdensmesterskabet i 2018.

## Klubkarriere

### Manchester United
Pogba havde været del af ungdomsakademiet hos Le Havre, men annoncerede i juli 2009, at han ville skifte til Manchester United. Dette skifte var dog kontroversielt, da Le Havre beskyldte United for at bestikke Pogba-familien for at få ham til at skifte, hvilke ville være imod transferreglerne. Efter en sag hos FIFA, blev det besluttet at United ikke havde brudt reglerne. I stedet for at appellere beslutningen, så valgte Le Havre og Manchester United i juni 2010 i stedet at indgå en aftale om skiftet.
Pogba etablerede sig over de næste år som en fast spiller i klubbens akademi, og fik sin førsteholdsdebut 19. september 2011 i en League Cup-kamp imod Leeds United.

### Juventus
Pogba skiftede i juli 2012 til Juventus på en fri transfer, efter at hans kontrakt med Manchester United havde udløbet. Han blev med det samme etableret på holdet, dog hans store gennembrud kom i 2013-14 sæsonen, hvor han spillede flere kampe for klubben end nogen anden spiller. Han blev i 2014 nomineret til Ballon D'or prisen, og i en alder af bare 21 år var han den yngste spiller nomineret det år.
Pogba overtog forud for 2015-16 sæsonen trøjenummer 10 efter Carlos Tévez havde forladt klubben.

### Manchester United retur
Pogba skiftede i august 2016 tilbage til Manchester United i en aftale, som på tidspunktet gjorde ham til den dyreste transfer i fodbold nogensinde, da han slog den daværende rekord sat af Gareth Bale. Han gjorde sin anden debut for klubben den 19. august i en 2-0 sejr imod Southampton. Han scorede sit første mål for klubben den 24. september i en 4-1 sejr over Leicester City. Han var i 2016-17 sæsonen med til at vinde Europa League, og scorede i finalen da United vandt over Ajax.
Pogba døjede i 2017-18 sæsonen med skader, hvilke begrænsede hans spilletid. Sæsonen havde dog et højdepunkt for Pogba, da han scorede to mål i en comebacksejr i Manchester derby imod rivalerne Manchester City.
Forholdet mellem Pogba og træner José Mourinho begyndte i 2018-19 sæsonen at blive værre, hvilke resulterede i at Pogba blev sat på bænken og kaldet en 'virus' af Mourinho. Mourinho blev dog kort efter fyret og erstattet af Ole Gunnar Solskjær. Under Solskjær havde Pogba en genopstanden i den anden halvdel af sæsonen, dog denne gode form løb ud i sæsonens sidste kampe. På trods af de mange uroligheder, så havde Pogba sin mest effektive sæson med klubben, da han scorede 16 mål og lavede 11 assists.
De sidste tre sæsoner af Pogbas tid hos United var dog især defineret af skadesproblemer, som begrænsede hans spilletid. Den 14. august 2021, den første kamp i 2021-22 sæsonen, lavede Pogba fire assist i en 5-1 sejr imod Leeds United. Han blev hermed kun den syvende spiller i Premier League til at have fire assist i en kamp. Klubben annoncerede den 1. juli 2022, at Pogba forlod klubben ved hans kontraktudløb.

### Juventus retur
Pogba vendte i juli 2022 tilbage til Juventus. Hans retursæson var dog noget af en katastrofe, da han som resultat af skader endte med at spille kun 161 minutter i hele sæsonen.
I september 2023 blev det annonceret, at Pogba blev suspenderet som resultat af en positiv doping test. Han blev i februar 2024 fundet skyldig, og blev givet en bandlysning på fire år. Efter en appel så blev straffen dog reduceret til 18 måneder. Kort efter dette, så blev Juventus og Pogba i november 2024 enige om at ophæve hans kontrakt.

### Monaco
Pogba vendte tilbage til fodbold i marts 2025 da hans suspendering var overstået. Han underskrev i juni en toårig kontrakt hos Monaco.

## Landsholdskarriere

### Ungdomslandshold
Pogba har repræsenteret Frankrig på flere ungdomsniveauer.

### Seniorlandshold
Pogba debuterede for Frankrigs landshold den 22. marts 2013 i en kamp imod Georgien. Han scorede sit første landsholdsmål den 10. september af samme år i en kamp mod Hviderusland.

#### Internationale turneringer
Pogba blev valgt til sin første internationale tuneringer, da han var del af Frankrigs trup til VM 2014. Han imponerede ved tuneringer, og på trods af at Frankrig tabte i kvartfinalen, så blev han kåret som turneringens bedste unge spiller.
Pogba var del af Frankrigs trup til EM 2016 på hjemmebane, og spillede i alle kampe da Frankrig nåede hele vejen til finalen, men her tabte til Portugal.
Han var del af Frankrigs trup til VM 2018, og spillede igen i alle kampe, da Frankrig nåede til finalen. Frankrig mødte her Kroatien i finalen, og Pogba scorede deres tredje mål i en 4-2 sejr.

## Privat
Pogba er født i Lagny-sur-Marne til forældre fra Guinea. Han har to storebrødre, tvillingerne Florentin Pogba og Mathias Pogba, som begge også er fodboldspillere.